# Hans-Joachim Hacker (Historiker)
Hans-Joachim Hacker (* 1948) ist ein deutscher Historiker, Archivar und ehemaliger Direktor des Stadtarchivs Stralsund.

## Leben
Hans-Joachim Hacker studierte Geschichte an der Universität Greifswald und wurde hier 1982 mit einer (nur maschinenschriftlich verbreiteten) Dissertation A zum Thema Die Stadt Stralsund in der frühen Schwedenzeit (1630–1690) zum Dr. phil. promoviert.
Ab Juni 1984 war er im Stadtarchiv Stralsund als Leiter der Abteilung Sozialismus tätig. Nach der Pensionierung des langjährigen Archivdirektors Herbert Ewe wurde Hacker 1986 sein Nachfolger. Zum 27. November 2009 ging er in passive Altersteilzeit.
Seine Nachfolgerin, sowohl 1986 in der Leitung der Abteilung Sozialismus, als auch 2009 in der Leitung des Archivs, wurde seine ehemalige Studentin und später Stellvertreterin Regina Nehmzow, die 2012 im Zuge der Untersuchungen zum Verkauf der Gymnasialbibliothek vom Dienst suspendiert wurde. In diesem Zusammenhang äußerte sich Hans-Joachim Hacker Ende November 2012, dass der Verkauf, der auf starken Protest gestoßen war, ein rechtlicher Fehler, nicht aber ein fachlicher war und dass der Verkauf der Bücher entgegen dem Gutachten der Experten Nigel F. Palmer und Jürgen Wolf keinen kulturellen Verlust für die Hansestadt bedeute.

## Werke
- Viertes Kapitel von Geschichte der Stadt Stralsund. Veröffentlichungen des Stadtarchiv Stralsund, Band X. Verlag Hermann Böhlaus Nachfolger, Weimar 1984.
- Die Stadt Stralsund in der frühen Schwedenzeit (1630–1690). Dissertation A. Universität Greifswald, 1982. (maschinenschriftlich)
- Abriss zur geschichtlichen Entwicklung des Post- und Fernmeldewesens im Bereich Stralsund 1945–1985. Post- u. Fernmeldeamt, Betriebsparteiorganisation, Stralsund [1989]
- Stralsund – so wie es war. Droste, Düsseldorf 1992, ISBN 3-7700-0983-5.
- als Hrsg.: Ernst Moritz Arndt: Unveröffentlichte Briefe aus den Stadtarchiven Bonn und Stralsund. (= Veröffentlichungen des Stadtarchivs Bonn. 54; = Veröffentlichungen des Stadtarchivs Stralsund. 11). Bouvier, Bonn 1995, ISBN 3-416-02588-1.
- Erleben Sie Stralsund. Text von Hans-Joachim Hacker, Fotos von Ulf Böttcher. Hinstorff, Rostock 2000, ISBN 3-356-00843-9.

englische Ausgabe: Hanseatic City of Stralsund. Hinstorff, Rostock 2000, ISBN 3-356-00844-7.
- Die Stadtwerke Stralsund GmbH – Service-Unternehmen mit Geschichte. Redieck & Schade, Rostock 2001.
- als Hrsg.: Ernst Moritz Arndt: Rügen. Hinstorff, Rostock 2003, ISBN 3-356-00959-1.
- Die Schwedenstraße. Mit Fotografien von Hardy Hardenberg. Hinstorff, Rostock 2003, ISBN 3-356-00961-3.
- Stralsund: Fotografien von gestern und heute.  Hans-Joachim Hacker (Text), Harry Hardenberg (Foto). Wartberg-Verlag, Gudensberg-Gleichen 2006, ISBN 3-8313-1673-2.
- mit Harry Hardenberg: Stralsund: deutsch/englisch. Margaret Will. Hinstorff, Rostock, Übers. 2009, ISBN 978-3-356-01331-3.
- Stralsund: deutsch, English, svenska. Hans-Joachim Hacker (Text). Harry Hardenberg (Fotos). Übers. ins Engl.: Christiane Tümmler. Übers. ins Schwed.: Brigitte Haase. Hinstorff, Rostock 2012, ISBN 978-3-356-01476-1.
- Stralsund im Bombenhagel: Der Bombenangriff vom 6. Oktober 1944. Redieck & Schade, 2014, ISBN 978-3-942673-45-7.